# کارلیخانوو
کارلیخانوو (به لاتین: Karlykhanovo) یک منطقهٔ مسکونی در روسیه است که در باشقیرستان واقع شده‌است.